# Drusille Ngako
Drusille Laure Ngako Tchimi (* 23. Juni 1987 in Bonabéri, Littoral) ist eine kamerunische Fußballspielerin.

## Karriere
Ngako startete ihre Karriere mit Justice FC de Douala und wechselte im Jahre 2000, mit 12 Jahren, in die D-Jugend der Sawa United Girls de Douala. Nachdem sie dort zu überzeugen wusste, bekam sie ein Angebot von Lorema FC Filles de Yaoundé, welches sie annahm. Dort rückte sie im Frühjahr 2002 in die C-Jugend auf und wurde für die Saison 2008/09 als Ersatztorhüter in das Championnat de Division 1 Team befördert.

## International
Im Juli 2012 wurde sie für den vorläufigen Kader für die Olympischen Spiele 2012 in London nominiert. Am 30. Juli 2012 wurde sie jedoch von Nationaltrainer Carl Enow Ngachu aussortiert und stand nicht im endgültigen Kader.

## Privates
Nach ihrer Ausbotung aus dem endgültigen Kader für die Olympischen Spiele verschwand die 25-Jährige am 31. Juli 2012 aus dem olympischen Dorf, als die Kamerunische Fußballnationalmannschaft der Frauen zum Testspiel nach Coventry reiste. Kurze Zeit später tauchten auch sechs weitere Athleten ab, der Schwimmer Paul Ekane Edingue und die Boxer Thomas Essomba, Christian Donfack Adjoufack, Abdon Mewoli, Blaise Yepmou Mendouo und Serge Ambomo. Bis zum 7. August 2012 meldete sich die Gruppe nicht beim Kamerunischen Olympischen Komitee. Man vermutet, dass die Gruppe sich versteckt hält, um in Europa Asyl zu beantragen.